# Paullina (Iowa)
Paullina es una ciudad ubicada en el condado de O'Brien en el estado estadounidense de Iowa. En el Censo de 2010 tenía una población de 1056 habitantes y una densidad poblacional de 482,51 personas por km².

## Geografía
Paullina se encuentra ubicada en las coordenadas 42°58′47″N 95°41′3″O / 42.97972, -95.68417. Según la Oficina del Censo de los Estados Unidos, Paullina tiene una superficie total de 2.19 km², de la cual 2.19 km² corresponden a tierra firme y (0%) 0 km² es agua.

## Demografía
Según el censo de 2010, había 1056 personas residiendo en Paullina. La densidad de población era de 482,51 hab./km². De los 1056 habitantes, Paullina estaba compuesto por el 98.67% blancos, el 0.76% eran afroamericanos, el 0% eran amerindios, el 0% eran asiáticos, el 0% eran isleños del Pacífico, el 0.09% eran de otras razas y el 0.47% pertenecían a dos o más razas. Del total de la población el 1.23% eran hispanos o latinos de cualquier raza.